# Епархия Пагадиана

Провинция Южный Замбоанга (выделено красным)

Епархия Пагадиана (лат. Dioecesis Pagadianensis) — епархия Римско-Католической церкви с центром в городе Пагадиан, Филиппины. Епархия Пагадиана распространяет свою юрисдикцию на провинцию Южная Замбоанга. Епархия Пагадиана входит в митрополию Осамиса. Кафедральным собором епархии Пагадиана является церковь Младенца Иисуса.

## История
12 ноября 1971 года Римский папа Павел VI издал буллу Ut fidelium necessitatibus, которой учредил епархию Пагадиана, выделив её из архиепархии Замбоанги. В этот же день епархия Пагадиана вошла в митрополию Замбоанги.
24 января 1983 года епархия Пагадиана вошла в митрополию Осамиса.

## Ординарии епархии
- епископ Jesus B. Tuquib (24.02.1973 — 31.03.1984);
- епископ Antonio Realubin Tobias (14.09.1984 — 28.05.1993) — назначен епископом епархии епархия Сан-Фернандо;
- епископ Zacharias Cenita Jiménez (2.12.1994 — 11.06.2003);
- епископ Emmanuel Treveno Cabajar (14.05.2004 — по настоящее время).

## Источник
- Annuario Pontificio, Libreria Editrice Vaticana, Città del Vaticano, 2003, ISBN 88-209-7422-3
- Булла Ut fidelium necessitatibus  (лат.)